# Habenaria lingulosa
Habenaria lingulosa är en orkidéart som beskrevs av Oakes Ames. Habenaria lingulosa ingår i släktet Habenaria och familjen orkidéer.
Artens utbredningsområde är Filippinerna. Inga underarter finns listade i Catalogue of Life.